# 邓隆 (东汉)
邓隆（?—?），东汉初年将领，担任游击将军。

## 生平
建武二年（26年），真定王刘杨脖子上生有赘瘤，制造谶文：“赤九之后，瘿杨为主。”与绵曼县的盗寇勾结，对光武帝刘秀有不臣之心。刘秀派遣骑都尉陈副、游击将军邓隆去召刘杨，刘杨闭城门不让入内。刘秀派前将军耿纯诛杀刘杨、刘让兄弟。
刘秀派邓隆协助朱浮讨伐彭宠。邓隆军屯驻潞城南，朱浮军屯驻雍奴，邓隆派人向皇帝奏报军情。刘秀看过后，很生气，对专使说：“官营相距百里，怎能相互支援。你回去时，驻扎北面潞城之军队必定战败。”彭宠派轻装部队攻打邓隆军，大败邓隆军。朱浮远离，无法相救。